# Dinovena esmena de la Constitució dels Estats Units

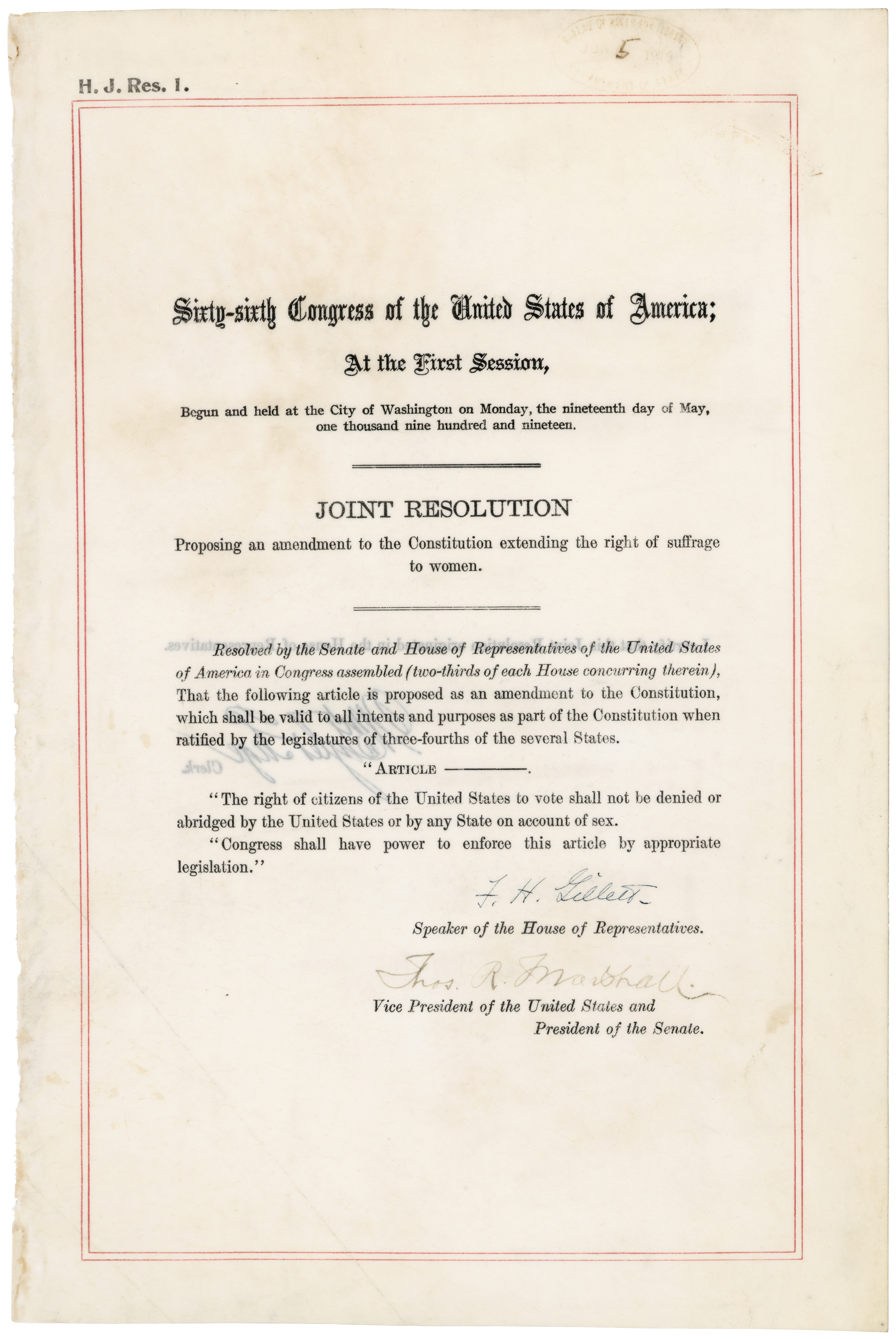
Text original de la dinovena esmena de la constitució dels Estats Units.

La Dinovena esmena (en anglès Nineteenth Amendment) de la Constitució dels Estats Units estipula que ni els estats dels Estats Units ni el govern federal pot denegar-li a un ciutadà el dret de vot a causa del seu sexe.

## Text
El text de la Dinovena esmena a la Constitució dels Estats Units diu així:
| « | (català) El dret dels ciutadans dels Estats Units al vot no serà negat o menyscabat pels Estats Units, ni per cap estat, per motius de sexe. El Congrés estarà facultat per a fer complir aquest article mitjançant les lleis necessàries. | (anglès) The right of citizens of the United States to vote shall not be denied or abridged by the United States or by any State on account of sex. Congress shall have power to enforce this article by appropriate legislation. | » |

## Història
La Dinovena esmena va ser elaborada per estendre el sufragi a les dones. Va ser proposada el 4 de juny del 1919 i va ser ratificada el 18 d'agost del 1920.
L'esmena va ser la culminació del treball de moltes activistes en favor del sufragi femení. Un d'aquests grups eren les Sentinelles Silencioses que va protestar davant de la Casa Blanca per conscienciar sobre el problema.
El Partit Nacional de la Dona va instar el públic a votar en contra dels senadors que rebutjaven el sufragi femení. Després de les eleccions del 1918, la majoria dels membres de Congrés donava suport al sufragi femení. El 21 de maig del 1919, la Cambra de Representants va aprovar l'esmena i dues setmanes després, el 4 de juny, el Senat la va aprovar també.
Va ser ratificada el 18 d'agost del 1920 per Tennessee. El secretari d'estat Bainbridge Colby va certificar la ratificació el 26 d'agost del 1920.

## La proposta i la ratificació
El Congrés va proposar la Dinovena esmena el 4 de juny del 1919. Els estats següents van ratificar-la:
1. Illinois (10 de juny de 1919, reafirmat el 17 de juny de 1919)
2. Michigan (10 de juny de 1919)
3. Wisconsin (10 de juny de 1919)
4. Kansas (16 de juny de 1919)
5. Nova York (16 de juny de 1919)
6. Ohio (16 de juny de 1919)
7. Pennsilvània (24 de juny de 1919)
8. Massachusetts (25 de juny de 1919)
9. Texas (28 de juny de 1919)
10. Iowa (2 de juliol de 1919)
11. Missouri (3 de juliol de 1919)
12. Arkansas (28 de juliol de 1919)
13. Montana (2 d'agost de 1919)
14. Nebraska (2 d'agost de 1919)
15. Minnesota (8 de setembre de 1919)
16. Nova Hampshire (10 de setembre de 1919)
17. Utah (2 d'octubre de 1919)
18. Califòrnia (1 de novembre de 1919)
19. Maine (5 de novembre de 1919)
20. Dakota del Nord (1 de desembre de 1919)
21. Dakota del Sud (4 de desembre de 1919)
22. Colorado (15 de desembre de 1919)
23. Kentucky (6 de gener de 1920)
24. Rhode Island (6 de gener de 1920)
25. Oregon (13 de gener de 1920)
26. Indiana (16 de gener de 1920)
27. Wyoming (27 de gener de 1920)
28. Nevada (7 de febrer de 1920)
29. Nova Jersey (9 de febrer de 1920)
30. Idaho (11 de febrer de 1920)
31. Arizona (12 de febrer de 1920)
32. Nova Mexico (21 de febrer de 1920)
33. Oklahoma (28 de febrer de 1920)
34. Virgínia d'Oest (10 de març de 1920)
35. Washington (22 de març de 1920)
36. Tennessee (18 d'agost de 1920)

La ratificació de l'esmena es va completar el 18 d'agost del 1920.